# Sicily Island
Sicily Island és una població dels Estats Units a l'estat de Louisiana. Segons el cens del 2000 tenia 453 habitants.

## Demografia
Segons el cens del 2000, Sicily Island tenia 453 habitants, 197 habitatges, i 110 famílies. La densitat de població era de 306,8 habitants/km².
Dels 197 habitatges en un 27,4% hi vivien nens de menys de 18 anys, en un 34% hi vivien parelles casades, en un 19,8% dones solteres, i en un 43,7% no eren unitats familiars. En el 41,1% dels habitatges hi vivien persones soles el 21,3% de les quals corresponia a persones de 65 anys o més que vivien soles. El nombre mitjà de persones vivint en cada habitatge era de 2,3 i el nombre mitjà de persones que vivien en cada família era de 3,23.
Per edats la població es repartia de la següent manera: un 30% tenia menys de 18 anys, un 7,1% entre 18 i 24, un 26,5% entre 25 i 44, un 20,3% de 45 a 60 i un 16,1% 65 anys o més.
L'edat mediana era de 36 anys. Per cada 100 dones de 18 o més anys hi havia 82,2 homes.
La renda mediana per habitatge era de 14.783 $ i la renda mediana per família de 23.036 $. Els homes tenien una renda mediana de 25.750 $ mentre que les dones 14.821 $. La renda per capita de la població era d'11.972 $. Entorn del 45,5% de les famílies i el 47,1% de la població estaven per davall del llindar de pobresa.

## Poblacions més properes
El següent diagrama mostra les poblacions més properes.